# Chagga
Chagga (Chaga, Waschagga, Jagga, Dschagga) Crnački narod iz grupe Bantuida s južnih obronaka planine Kilimanjaro u sjevernoj Tanzaniji. Njihova populacija koja je 1920.-tih iznosila 128,000, popela se 1990.-tih na preko 800,000.
Čage govore jezikom kichaga među kojima se razlikuju brojni dijalekti: kihai (meru), kimashami (machame), kibombo, shira, mkuu, kiwunjo (vunjo, wunjo, marangu), keni, kibosho, kilema, mamba, mashati, uru, usseri (rombo) i siha, a mnogi se služe i razumiju kiswahili.
Izvorno je samo središte njihove religije Ruwa, bog čije ime na njihovom jeziku označava 'sunce'. Kršćanstvo je na njihovo područje stiglo sredinom 19. stoljeća, a u kasnom 19. stoljeću utemeljuju se među njima protestantske i katoličke misije, dok je Islam došao još s ranim karavanama Swahili-trgovaca. Današnji glavni blagdani Chagga su kršćanski Božić i Uskrs i islamski Eid al-Fitr i Eid al-Adha.
Tradicionalna chagga-kuća je čunjasta koliba prekrivena suhom travom, dok se u drugom tipu javlja s krovom od bananinog lišća. Kako su kuće ovih ljudi velike, grade se uz asistenciju drugih suseljana, a u suvremeno doba grade ih od cementa i s metalnim (limenim)  krovom. Njihova privreda sastoji se od uzgoja prosa, kukuruza, banana i graha, te držanja domaćih životinja: goveda, koza i ovaca. Muški posao je napasanje stoke, pripremu polja za sjetvu, klanje životinja i gradnja kuća. Žena se bavi djecom, kuhanjem, i donašanjem ogrjeva i vode. Posuđe i pribor izrađivali su u stara vremena od drveta (posude i žlice), te od metala (motike, sulice, ornamente). Od glazbenih instrumenata imaju bubnjeve i drvene flaute. Tradicionalno su organizirani po brojnim klanovima koje predvode poglavice mangis. 
Chagge su poznavali i ceremonije inicijacija koje su prolazili dječaci (ngasi) i djevojčice (shija), nakon čega im je bilo dozvoljena ženidba i udaja. Odjeća je prije kontakta bila od goveđe kože, danas su to kanga, slična sarongu, i kitenge ili chitenge  (slična kangi, vidi[neaktivna poveznica]) rađeni od pamuka i dekorirani, te uobičajeni u istočnoj Africi.

## Vanjske poveznice
- Chagga